# Poul Helgesen
Poul Helgesen, auch Povel Helgesen, latinisiert: Paul bzw. Paulus Helie, Paulus Eliae oder Paulus Eliesen (* ca. 1485 Varberg, heute Schweden; † etwa 1535) war ein dänischer Priester, Karmeliterprovinzial, Chronist und Humanist. Er war ein Vertreter des Bibelhumanismus und unterstützte die lutherische Bewegung anfangs infolge seines Reformbestrebens für die Katholische Kirche. Nachdem sichtbar wurde, dass es zu einem Bruch mit dieser kommen würde, entwickelte er sich zu einem Gegner Luthers und dessen Verfechter.

## Leben
Bereits in früher Kindheit wurde Helgesen einem Kloster übergeben. Im Jahr 1519 /1520 wurde er Oberhaupt (ab 1522 wirkte er als Provinzial der Karmeliten in Skandinavien.) des karmelitischen Standorts in Kopenhagen, während er gleichzeitig an der Universität lehrte (bis 1522), was mit seiner Funktion als Leiter des Ordenskollegiums zusammenhing. Er rief früh zu einer biblischen Reform der Katholischen Kirche auf und kritisierte die Scholastik deutlich. Dabei gelang es ihm, verschiedentlich Anhänger zu gewinnen. Während er zeitweise von Christian II. begünstigt wurde, führten wiederholte Auseinandersetzungen (Predigt über königliche Immoralität; Weigerung Machiavellis Der Fürst zu übersetzen) zur Flucht Helgesens 1522 nach Århus.
Zunächst sympathisierte er mit Luther, entfremdete sich aber im Lauf der Zeit. So gab er 1521 gegenüber einer kirchlichen Autorität an, aufgehört zu haben, Luther zu „lesen“. Weiterhin stellte er sich 1524 in der Debatte zwischen Erasmus und Luther um den Freien Willen auf die Seite Erasmus von Rotterdam, veröffentlichte aber noch 1526 ein Werk Luthers, sodass er wahrscheinlich trotzdem dessen Erbauungsschriften schätzte. Nach 1526 war er zunehmend isoliert, da ebenfalls viele seiner eigenen Schüler auf die lutherische Seite wechselten. Zu dieser Zeit verlor er auch die Gunst Friedrich I. aufgrund Helgesens Ablehnung der Kommunion in beiderlei Gestalt sowie des Brechens der Fastenzeit. Neben der Kritik an den regierenden Herrschern attackierte er auch die Kirchenpolitik der Lutheraner. Nach 1530 wechselte er seinen Wohnsitz nach Helsingør und möglicherweise noch nach Roskilde.

## Nachwirkung
Helgesen zählte zu den zeitgenössisch wichtigsten dänischen Theologen. So wurde er beispielsweise auf den Herredag von 1530 in Kopenhagen berufen, für den die erste reformatorische Bekenntnisschrift Dänemarks (Confessio Hafniensis) verfasst worden war. Mit seiner reformkatholischen Position nahm er eine Mittelrolle ein, die ihm auf beiden Seiten Vorbehalte einbrachte. Sein Schwanken zwischen Evangelischem Glauben und dem Römischen Katholizismus führte zu seinem Spitznamen „Paul Vendekaabe“. Zu seinen Schülern und Anhängern gehörten unter anderem: Hans Tausen, Peder Laurentsen, Frans Vormordsen und Claus Mortensen. In der modernen Literatur wird er teilweise als „Erasmus Dänemarks“ oder „Thomas Morus Dänemarks“ bezeichnet.

## Werk
Er verfasste eine große Anzahl Schriften, vorwiegend in dänischer Sprache, aber auch auf Latein. Dazu gehören diverse übersetzte Schriften Martin Luthers, wie das Betbüchlein (Veröffentlichung Luther: 1522, Helgesen: 1526). Zu seinen bedeutendsten Werken zählt die Übersetzung der Institutio principis Christiani von Erasmus von Rotterdam ins Dänische. Dafür ging er weitgehend wörtlich vor, nutzte aber dennoch dänische Ausdrücke und Konzepte. Helgesen engagierte sich ausgiebig in der Verteidigung der römisch-katholischen Kirche in den 1520er und 1530er Jahren, wobei er sich stark mit dem Begriff der Häresie auseinandersetzte. Die Skibbykrøniken ist eine 1650 gefundene anonyme Handschrift, die mit hoher Sicherheit Helgesen zuzuschreiben ist. Es handelt sich um ein als Chronik beginnendes geschichtliches Werk, welches die Zeit vom elften Jahrhundert bis zum Herbst 1534 abdeckt, sich aber vor allem auf die Lebenszeit des Autors konzentriert.

## Schriften
- Peder Severinsen, Marius Christensen, Hans Ræder und Niels Knud Andersen (Hrsg.): Skrifter af Paulus Helie. 7 Bde., Kopenhagen 1932–1948.
- Arnold Heise (Hrsg.): Lektor Povl Helgesens historiske Optegnelsesbog, sædvanlig kaldet Skibykrøniken. 1890–91.